# Kitao Shigemasa
Kitao Shigemasa (北尾 重政) (né en 1739, mort le 8 mars 1820) est un des principaux artistes japonais du style ukiyo-e de son époque mais son œuvre est un peu oubliée. Il est réputé pour ses peintures de geisha et surnommé le « caméléon » pour sa capacité à changer de style. Il est moins actif après l'apparition de Torii Kiyonaga et produit relativement peu compte tenu de la durée de sa carrière. Il est également renommé pour ses calligraphies de haikai et shodo. À la fin de sa vie, il utilise le nom de studio « Kosuisai ».